# Julius Rudel
Julius Rudel (Vienna, 6 marzo 1921 – New York, 26 giugno 2014) è stato un direttore d'orchestra statunitense.

## Biografia e carriera
Rudel era studente all'Accademia di Musica a Vienna, ma lasciò l'Austria nel 1938, dopo che il Paese fu annesso dalla Germania. Emigrò negli Stati Uniti per studiare al Mannes College of Music di New York. Dopo aver completato i suoi studi di musica negli Stati Uniti, entrò alla New York City Opera, dove intraprese una carriera lunga 35 anni, facendo il suo esordio come direttore nel 1944 e diventandone direttore principale e direttore generale fino al 1979. Nel Venetian Theater della Spanish Courtyard di Katonah (Bedford (New York)) dirige le prime rappresentazioni nel 1966 di "Curlew River" di Benjamin Britten e nel 1967 di "The Burning Fiery Furnace" di Britten.
Nel 1969 dirige Turandot al Teatro La Fenice di Venezia. Nel 1971 dirige la première per l'inaugurazione del John F. Kennedy Center's Opera House di Washington di "Beatrix Cenci" di Alberto Ginastera. Nel 1975 dirige la première nel Venetian Theater della Spanish Courtyard di Katonah (Bedford (New York)) di "The Last Lover" di Robert Starer. Al Wiener Staatsoper debutta nel 1976 con Die Fledermaus con Éva Marton e Christa Ludwig e nel 1977 La clemenza di Tito con Teresa Berganza. 
Nel 1977 dirige la prima rappresentazione nel Théâtre en Plein-air de l'Archevêché di Aix-en-Provence di "Roberto Devereux ossia Il conte d'Essex" di Gaetano Donizetti con Montserrat Caballé, José Carreras e Ferruccio Furlanetto. Rudel ha diretto importanti orchestre in tutto il mondo e nel 1978 ha vinto anche un Grammy Award. Nell'ottobre 1978 ha diretto per la prima volta al Metropolitan Opera House di New York, facendo il suo esordio con il Werther di Massenet con Plácido Domingo. Nel 1979 ha accettato la posizione di direttore musicale della Buffalo Philharmonic Orchestra, succedendo a Michael Tilson Thomas.
Ancora al Metropolitan nel dicembre 1980 dirige I dialoghi delle Carmelitane (opera) con Régine Crespin, Leona Mitchell e Jean Kraft, nel 1981 Salomè (opera), nel 1982 Les contes d'Hoffmann e Die Zauberflöte, nel 1984 Die Entführung aus dem Serail, nel 1986 Samson (Handel) con Jon Vickers, Manon Lescaut e La bohème con la Mitchell, Ferruccio Furlanetto e Italo Tajo, nel 1988 Il trovatore con Sherrill Milnes e Fiorenza Cossotto, Turandot e Die Fledermaus con Barbara Bonney e Tatiana Troyanos, nel 1989 Il barbiere di Siviglia (Rossini) con Marilyn Horne, nel 1990 Andrea Chénier (opera), nel 1992 Madama Butterfly, nel 1993 Tosca (opera) con Maria Guleghina, Domingo e Milnes, nel 1994 Le nozze di Figaro, nel 1997 Faust con Renée Fleming, Samuel Ramey e Dmitri Hvorostovsky e Manon (Massenet) con la Fleming, nel 2005 Samson et Dalila. Il maestro ha diretto in 268 rappresentazioni al Met.
Ancora a Vienna nel 1980 dirige La traviata con Edda Moser ed Alfredo Kraus e La bohème, nel 1981 Cavalleria rusticana (opera), Pagliacci (opera), Il barbiere di Siviglia (Rossini) e Carmen (opera) con Ramey, nel 1984 Tosca con Domingo e nel 1987 Il trovatore. All'Opera di Chicago nel 1982 dirige Tosca con Tajo, Domingo, Grace Bumbry e la Marton e Così fan tutte, nel 1983 Manon con Renata Scotto e Kraus, nel 1985 Samson di Handel con Vickers e June Anderson e nella stagione 1989-1990 Die Fledermaus e Hamlet (opera).
Al Royal Opera House, Covent Garden di Londra nel 1984 dirige Die Fledermaus e nel 1985 Samson con Vickers e Carol Vaness ed Andrea Chénier con Giorgio Zancanaro, Anna Tomowa-Sintow e Domingo. Ha condotto la Boston Symphony Orchestra nella stagione 1985 ed è stato il primo direttore del Kennedy Center, sede del Washington National Opera. Nel 1992 dirige Faust all'Opéra National de Paris. Nel 1995 dirige la ripresa nel Music Center Opera di Los Angeles di "Die Entführung aus dem Serail". Nel 2008 dirige Carmen con Denyce Graves al Washington National Opera.

## Discografia parziale
- Carlisle Floyd: The Sojourner and Mollie Sinclair (Neway, Treigle; 1963) [live] VAI
- Georg Friedrich Haendel: Giulio Cesare (Sills, Wolff, Forrester, Treigle; 1967) RCA
- Alberto Ginastera: Bomarzo (Novoa; 1967) CBS
- Jules Massenet: Manon (Sills, Gedda, Souzay, Bacquier; 1970) Westminster
- Jacques Offenbach: Les contes d'Hoffmann (Sills, Marsee, Burrows, Treigle; 1972) Westminster
- Gaetano Donizetti: Anna Bolena (Sills, Verrett, Burrows, Plishka; 1972) Westminster
- Vincenzo Bellini: I puritani (Sills, Gedda, Quilico, Plishka; 1973) Westminster
- Arrigo Boito: Mefistofele (Caballé, Domingo, Treigle; 1973) EMI
- Jules Massenet: Thaïs (Moffo, Carreras, Bacquier, Díaz; 1974) RCA
- Gustave Charpentier: Louise (Sills, Gedda, van Dam; 1977) EMI
- Franz Lehár: Die lustige Witwe: estratti (Beverly Sills, Price, Titus, New York City Opera; 1978) EMI - Grammy Award for Best Opera Recording 1979
- Jules Massenet: Cendrillon (Welting, von Stade, Gedda; 1978) CBS
- Giuseppe Verdi: Rigoletto (Sills, Kraus, Milnes, Ramey; 1978) EMI
- Kurt Weill: Der Silbersee (Grey; 1980) Nonesuch